# Willemse France
Pour les articles homonymes, voir Willemse.
 (novembre 2015).
Willemse France est une société horticole basée à Tourcoing, dans le département du Nord.

## Historique
- Années 1930 : Le père d’André Willemse  commence à vendre des tulipes par correspondance aux Pays-Bas.
- 1962 : Fondation de Willemse France, entreprise de vente par correspondance (VPC) de bulbes et plantes issue d’un partenariat franco-hollandais, auquel André Willemse a pris part dès l’origine, en France[2].
- 1996 : Willemse France devient indépendante de son associé hollandais, la société Willemse en Hollande. André Willemse, quant à lui, poursuit son activité dans l’entreprise française, Willemse France.
- 2001 : Lancement du site de vente en ligne de Willemse France.
- 2005 : Le site change de nom et devient WillemseFrance.fr. L’entreprise confirme ainsi sa stratégie multicanal qui permet aux clients de commander ainsi que d’obtenir des conseils par catalogue, par Internet et par téléphone.
- 2009 : Le forum de Willemse est relancé et l'enseigne crée un blogue consacré aux conseils et à l'actualité du jardinage.
- 2010 : Le nouveau site de l'entreprise est en ligne.
- 2012 : Depuis le 10 avril 2012, la société est placée en procédure de sauvegarde [3]
- 2013 : Depuis le 8 octobre 2013, la société est sortie de la procédure de sauvegarde [3] et l'entreprise a rétabli l'équilibre de son exploitation.

## Activités
L’entreprise, présente en ligne et sur tout le territoire français,, s’est essentiellement spécialisée dans la floriculture et l’arboriculture.